# Giovanni Antonio Dosio
Giovanni Antonio Dosio, ou Dosi, (San Gimignano 1533 - Caserte 10-02-1611) est un architecte et un sculpteur italien.
Il s'est formé à Florence, comme élève de Bartolomeo Ammannati (avec lequel il a fait par exemple la Villa dell'Ambrogiana). Il a eu de nombreuses commandes qui ont fait sa réputation et s'est ensuite transféré à Rome, puis à Naples, où il a fait son chef-d'œuvre : la restructuration de la Chartreuse de San Martino.
Giovanni Battista Caccini fut son élève, mais préféra la sculpture à l'architecture.

## À noter dans ses œuvres

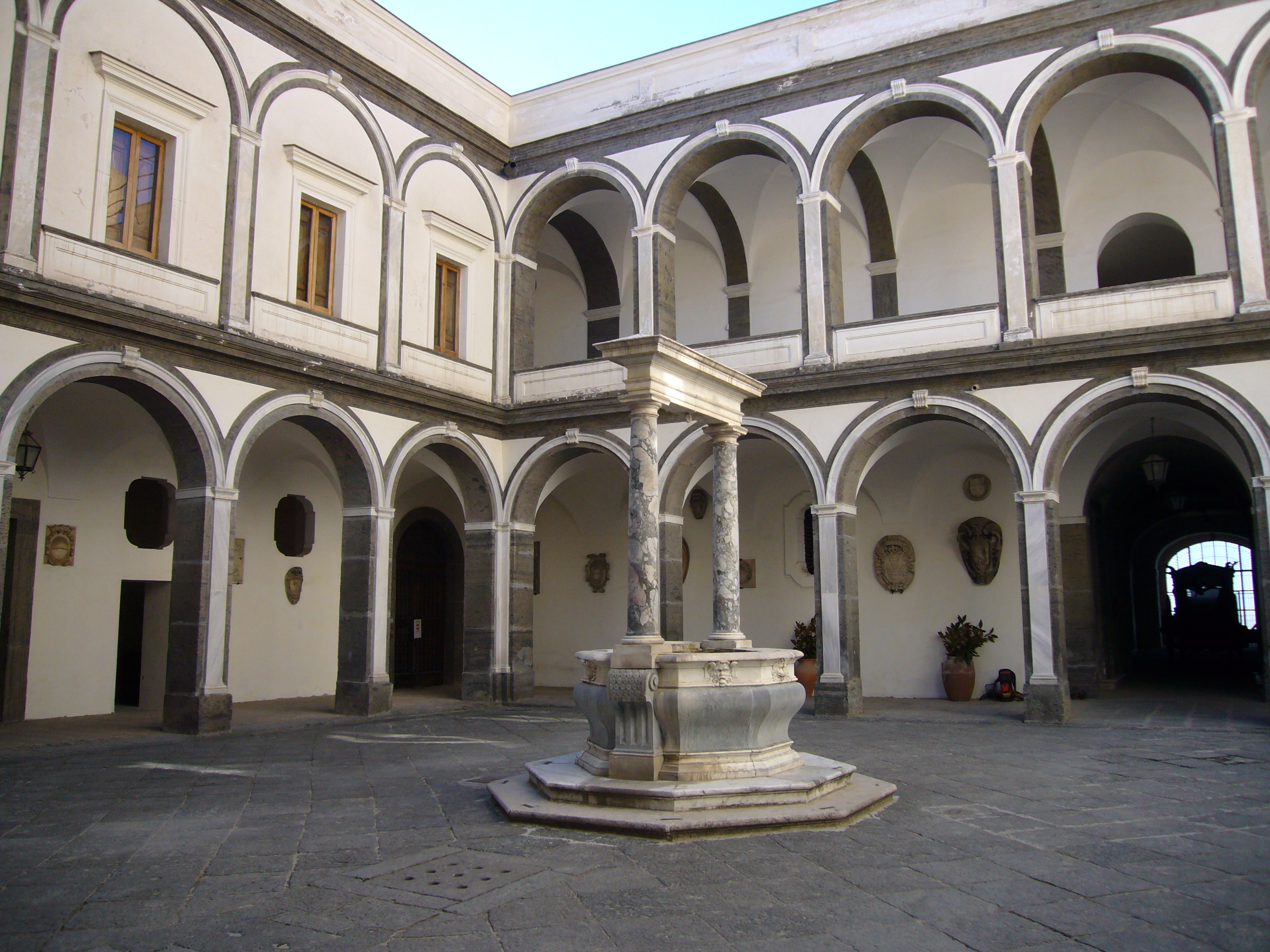
Le cloître des Procurateurs de la chartreuse San Martino de Naples.

### Florence
- Tombe de l'Archevêque Antonio Altoviti (église des Saints Apôtres)
- Reconstruction du Palais archiépiscopal (1573-1584)
- Chapelle Gaddi dans la  basilique Santa Maria Novella (1575-1577)
- Oratoire de Gesù Pellegrino (1585-1588)
- La Villa de Bellosguardo (1585-1595) maintenant Villa Bellosguardo Caruso
- Palazzo Larderel (it), ou Palazzo Giacomini.

### Rome
- Chiesa Nuova

### Naples
- Intérieur de la Chartreuse de San Martino
- Église des Girolamini et le couvent des Oratoriens adjacent